# Беллінгволде
Беллінгволде (нід. Bellingwolde, нід. вимова: [ˌbɛlɪŋˈʋɔldə]) — село в нідерландській провінції Гронінген безпосередньо на кордоні з Німеччиною. Входить до муніципалітету Вестерволде. Його населення станом на 2015 рік складало 2655 осіб.
До 1968 року мало статус окремого муніципалітету.

## Визначні уродженці
- Ян Мюлдер (футболіст) (нар. 1945) — нідерландський футболіст, письменник і коментатор
- Лу Оттенс (1926–2021) — нідерландський інженер, винахідник аудіокасети[3].

## Галерея

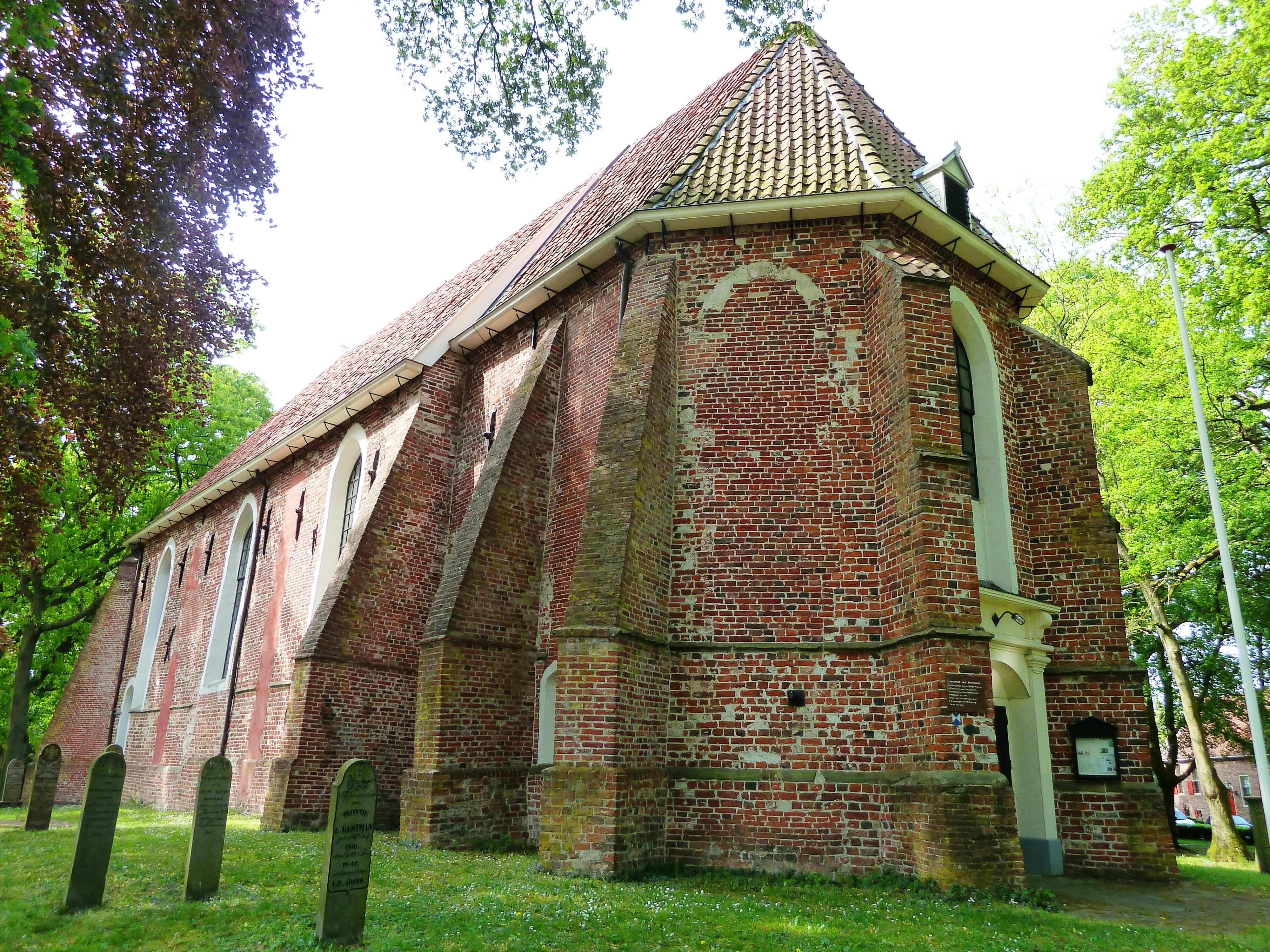
Церква
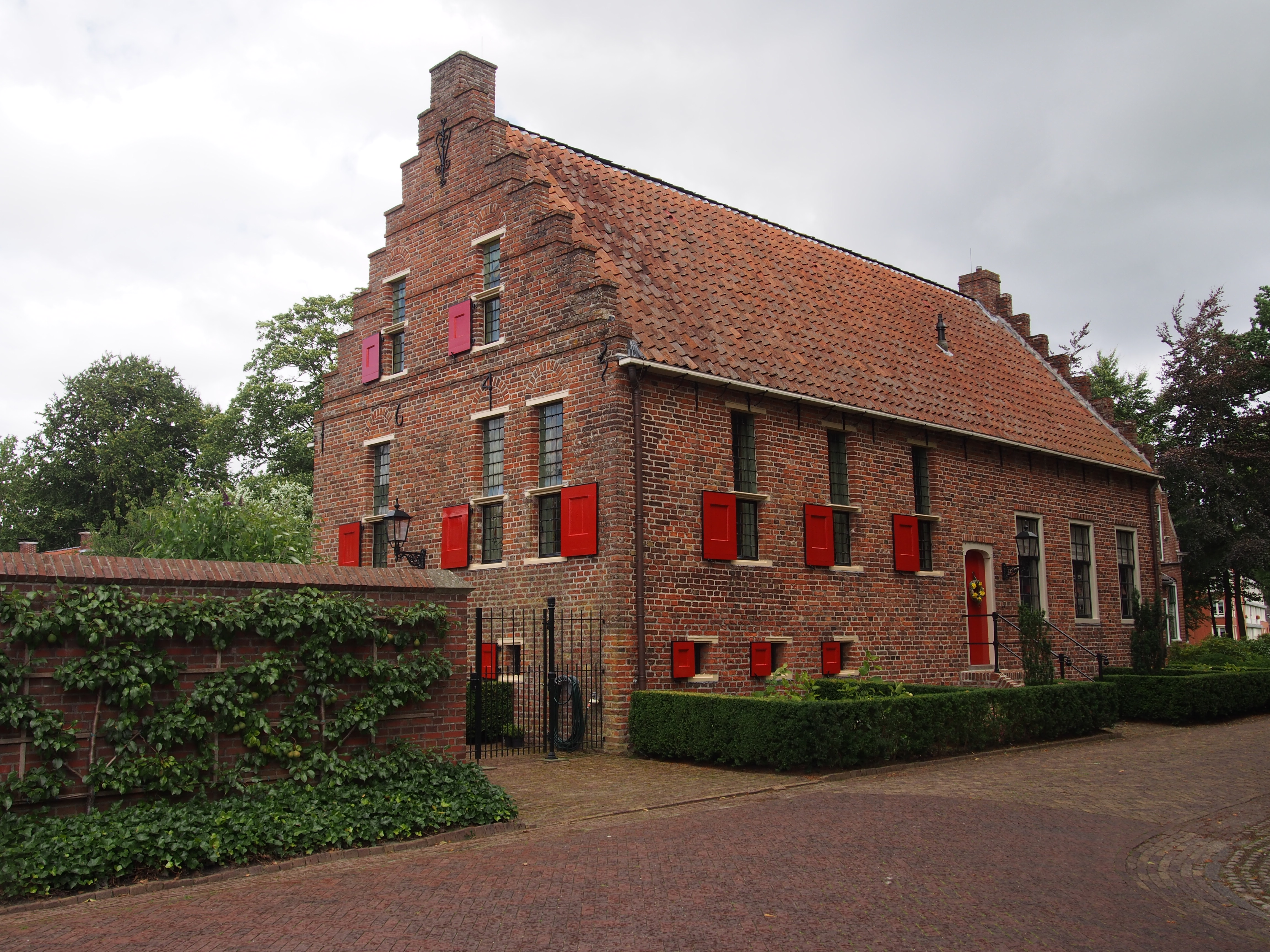
The 17th-century Rechthuis (Bellingwolde)
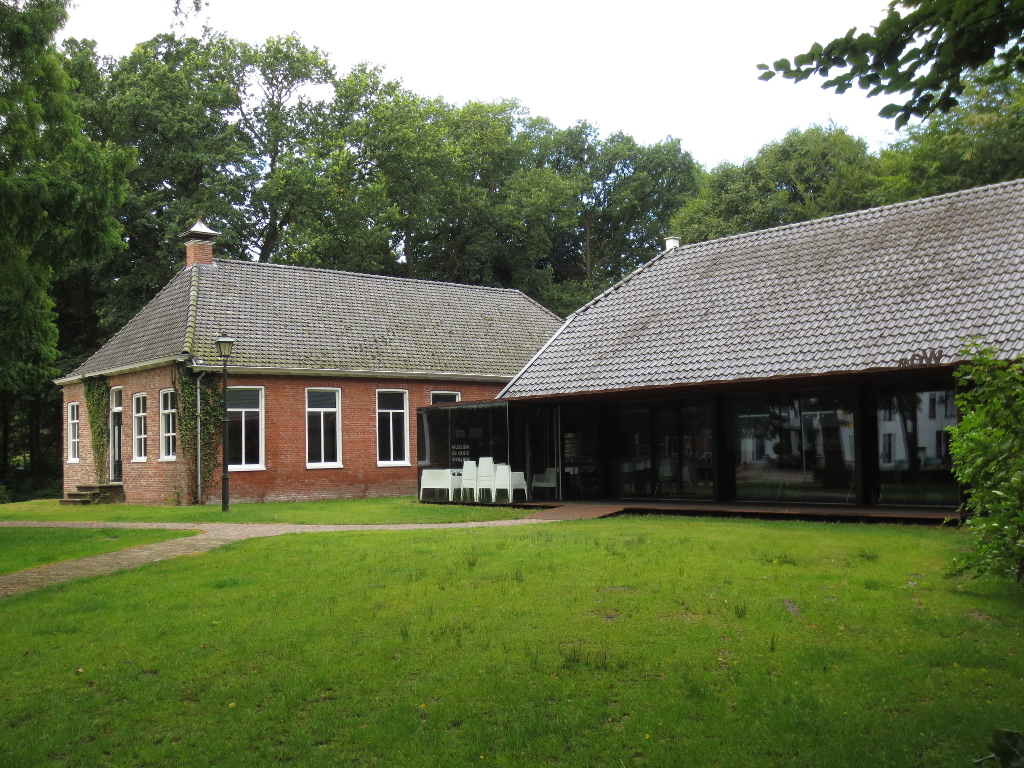
Музей